# 普洛斯基火山
普洛斯基火山是俄羅斯的火山，位於堪察加半島北部大基米蒂納河右岸，屬於中部山脈的一部分，海拔高度1,255米，面積28平方公里，火山口直徑200米，山體在全新世形成。